# Stenopogon manii
Stenopogon manii är en tvåvingeart som beskrevs av Joseph och Parui 1981. Stenopogon manii ingår i släktet Stenopogon och familjen rovflugor. Inga underarter finns listade i Catalogue of Life.